# Soest (distrito)
Soest é um distrito (Kreis ou Landkreis) da Alemanha localizado na região administrativa (Regierungsbezirk) de Arnsberg, no estado da Renânia do Norte-Vestfália.

## Cidades e Municípios
Populações em 31 de dezembro de 2006:
Cidades
1. Erwitte (15 895)
2. Geseke (20 656)
3. Lippstadt (67 107)
4. Rüthen (11 019)
5. Soest (48 442)
6. Warstein (28 170)
7. Werl (32 109)

Municípios
1. Anröchte (10 798)
2. Bad Sassendorf (11 627)
3. Ense (12 827)
4. Lippetal (12 569)
5. Möhnesee (11 451)
6. Welver (12 771)
7. Wickede (12 347)